# Nightmare (Avenged Sevenfold-album)
Nightmare er det femte album af det amerikanske heavy metal band, Avenged Sevenfold, udgivet den 27. Juli, 2010. Albummet blev udgivet af Warner Bros., og blev produceret af Mike Elizondo og mixet i New York af Andy Wallace. Nightmare er det første album Avenged Sevenfold har indspillet uden James "The Rev" Sullivan, som døde i December 2009; dog skrev han dele af albummet som blev brugt på den endelige udgave, hvilket gør det til det sidste album han skrev musik på. Mike Portnoy, fra Dream Theater, indspillede trommer på albummet i The Rev's sted. Portnoy var den midlertidige trommeslager på alle Avenged Sevenfold's koncerter til enden af 2010. Siden da har Arin Ilejay været bandets faste trommeslager siden 2011. Siden August 2013, har albummet solgt 766,000 eksemplarer i USA.

## Spor
| Nr. | Titel                    | Længde |
| --- | ------------------------ | ------ |
| 1.  | "Nightmare"              | 6:16   |
| 2.  | "Welcome to the Family"  | 4:05   |
| 3.  | "Danger Line"            | 5:28   |
| 4.  | "Buried Alive"           | 6:44   |
| 5.  | "Natural Born Killer"    | 5:15   |
| 6.  | "So Far Away"            | 5:26   |
| 7.  | "God Hates Us"           | 5:19   |
| 8.  | "Victim"                 | 7:29   |
| 9.  | "Tonight the World Dies" | 4:41   |
| 10. | "Fiction"                | 5:12   |
| 11. | "Save Me"                | 10:56  |

## Musikere
Avenged Sevenfold
- M. Shadows – vokal
- Zacky Vengeance – rytme guitar, akustisk guitar på "So Far Away", baggrundsvokal
- The Rev – tromme arrangementer, tromme og vokal på demo "Nightmare", vocal på "Fiction", baggrundsvokal på "Save Me"
- Synyster Gates – lead guitar, baggrundsvokal
- Johnny Christ – bas, baggrundsvokal

Studiemusikere
- Mike Portnoy – trommer
- Brian Haner, Sr. – guitar solo på "Tonight the World Dies" og supplerende guitar på "So Far Away"
- Sharlotte Gibson – baggrunds vokal på "Victim"
- Jessi Collins – baggrunds vokal på "Fiction"
- Dave Palmer, Keyboard, B3 på "Nightmare", "Danger Line", "Tonight the World Dies", "Fiction" go "Save Me"
- Stevie Blacke – Strygere, stryger-arrangement på "Nightmare", "Danger Line", "Buried Alive", "So Far Away", "Fiction" og "Save Me"
- Stewart Cole – trompet på "Danger Line"
- Mike Elizondo – Keyboard på "Fiction"
- The Whistler – fløjt på "Danger Line"